# Drepanocladus scorpioides
Drepanocladus scorpioides là một loài rêu trong họ Amblystegiaceae. Loài này được Hedw. Warnst. mô tả khoa học đầu tiên năm 1906.